# Hör upp, blindstyre!
Hör upp, blindstyre! (originaltitel: See No Evil, Hear No Evil) är en amerikansk actionkomedifilm från 1989.

## Handling
Den blinde Willy och den döve Dave blir vittnen till ett mord. Polisen anser inte att deras vittnesmål är tillförlitliga, men mördarna vill inte ta några risker. Willy och Dave tvingas hjälpas åt för att ta fast mördarna innan de hinner ta livet av dem.

## Om filmen
Hör upp, blindstyre! regisserades av Arthur Hiller.

## Rollista (urval)
- Richard Pryor - Wallace 'Wally' Karue
- Gene Wilder - Dave Lyons
- Joan Severance - Eve
- Kevin Spacey - Kirgo
- Alan North - Braddock